# Hidrografía de Brasil

Las 12 regiones hidrográficas oficiales de Brasil

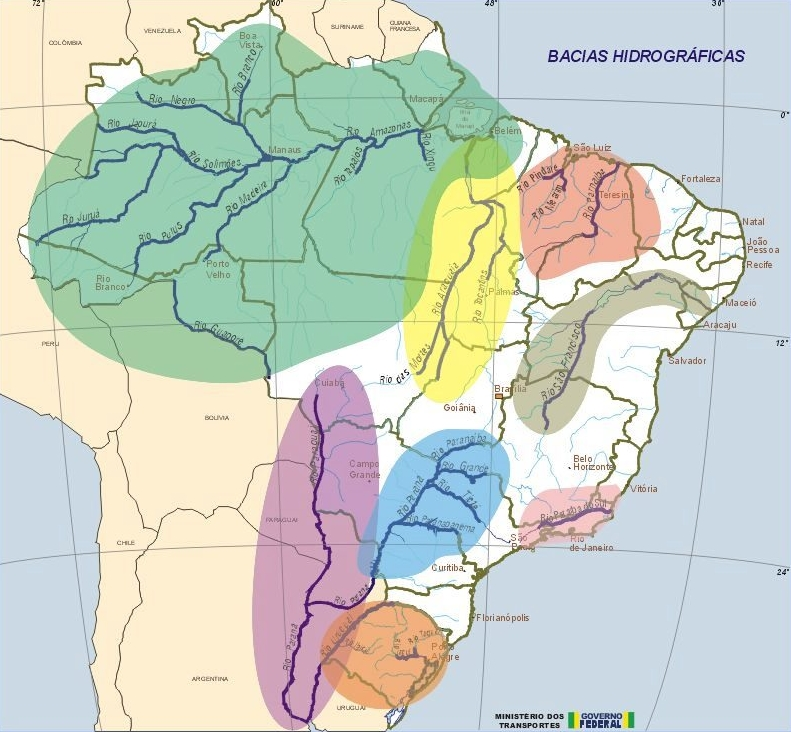
Las cuencas hidrográficas de los principales ríos brasileños

La hidrografía de Brasil atañe al conjunto de los recursos hídricos del territorio brasileño, a las cuencas hidrográficas, los ríos, lagos, lagunas y cataratas, así como también al océano Atlántico, a las aguas marinas litorales, los archipiélagos, golfos, bahías, y también a los embalses, centrales hidroeléctricas y represas.
Brasil tiene una de las redes fluviales más amplias, diversas y extensas del mundo. Su principal uso es utilizado para la generación de energía eléctrica y para el transporte de cargas y personas. El potencial hidrográfico es también utilizado para el riego artificial, la navegación turística, la pesca y extracción de arena. Además, el mayor país de América Latina cuenta con la mayor reserva mundial de agua dulce y tiene el mayor potencial hídrico de la Tierra, ya que alrededor del 13% del agua dulce del planeta se encuentra en su territorio.
La mayoría de los ríos de Brasil son de meseta, presentando cascadas y cataratas, lo que permite un fácil aprovechamiento hidroeléctrico. Las cuencas del río Amazonas y del Paraguay ocupan extensiones de llanuras, pero las cuencas del Paraná y del São Francisco son típicamente de meseta. Merecen destacarse las cascadas de Urubupunga (en el río Paraná), las cataratas de Iguazú (en el río Iguazú), las cascadas de Pirapora, Sobradinho, Itaparica y Paulo Afonso (en el río São Francisco), donde están localizadas varias importantes plantas hidroeléctricas.
Los ríos brasileños presentan un régimen de alimentación pluvial, es decir, que son alimentados casi exclusivamente por el agua de lluvia. Debido a que el clima tropical prevalece en la mayor parte del territorio, las crecidas se producen durante el verano, excepto en algunos ríos en el noreste, cuyas crecidas se producen en otoño e invierno. Los ríos del sur no tienen apenas estiajes pronunciados, debido a la buena distribución de las precipitaciones en la región, cosa que también sucede en los de la cuenca del Amazonas, que también se ven favorecidos por la uniformidad de las precipitaciones en la región.
En Brasil predomina el drenaje exorréico, es decir, los ríos van al mar, como el Amazonas, el São Francisco, el Tocantins, el Parnaíba, etc. Muy pocos son los casos de drenaje endorreico, donde los ríos se dirigen hacia el interior del país, desaguando en otros ríos como el Negro, el Purus, el Paraná, el Iguazú, o el Tietê, entre otros.
En su mayoría los ríos brasileños son perennes, es decir, nunca se secan. Sin embargo, en la región semiárida de la Región Nordeste hay ríos que pueden llegar a desaparecer durante una parte del año en la estación seca: son los ríos llamados temporales o intermitentes.

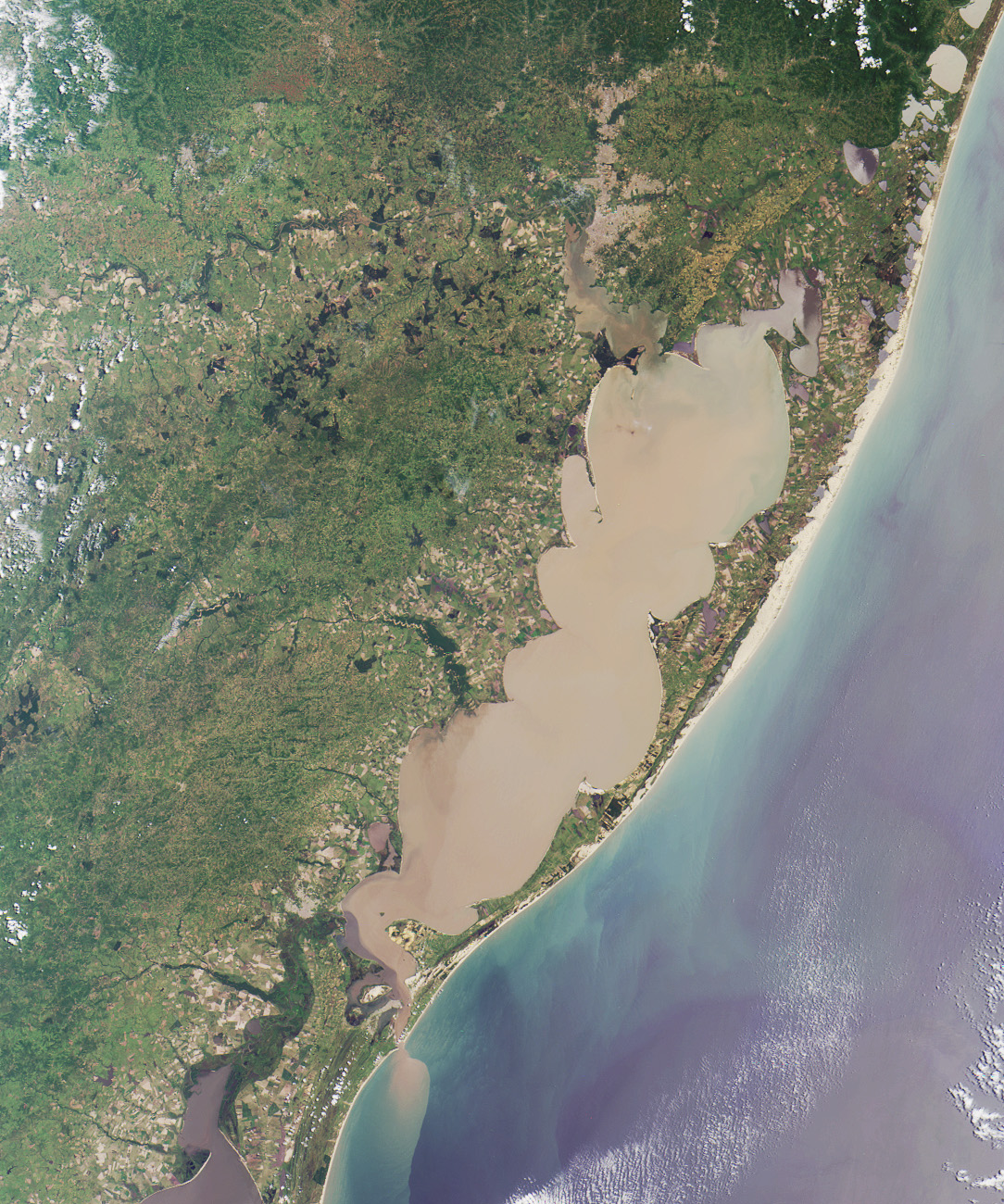
Laguna de los Patos (a la derecha, el Atlántico)

Brasil tiene pocos lagos, clasificados en:
- lagos de barrera, que son el resultado de la acumulación de materiales y se subdividen:

- lagunas o estanques costeros, formados por bancos de arena, como la laguna de los Patos y la laguna Mirim, en Río Grande del Sur;
- lagunas de inundación (lagoas de várzea ), formadas cuando las aguas de las crecidas quedan alojadas entre las barreras de los sedimentos dejados por los ríos al volver a su cauce normal. Son comunes en la Amazonia y en el Pantanal Mato-Grossense;

- lagos de erosión, formados por procesos erosivos, que ocurren en la meseta Brasileña.

Las divisorias —las partes más altas del relieve que separan las cuencas fluviales— que merecen destacarse en Brasil son tres: la cordillera de los Andes, donde nacen algunos ríos que forman el río Amazonas; la meseta de la Guayana, de donde fluyen afluentes de la margen izquierda del río Amazonas, y la meseta Brasileña, subdividido en pequeños centros dispersores.
Los ríos, los que desembocan en otro río o en el océano, pueden presentar una boca de tipo estuario, con un solo canal, o de tipo delta, con múltiples canales intercalados con islas; con carácter excepcional hay algunos del tipo mixto. En Brasil, dominan los ríos con la boca de tipo estuario, con excepción del Amazonas, que tiene boca de tipo mixto, y los ríos Paranaíba, Acaraú, Pirañas y Paraíba do Sul, que tienen la desembocadura de tipo delta.

## Cuencas y regiones hidrográficas
En Brasil, tradicionalmente, se habían considerado cuatro cuencas principales y tres secundarias:
- Cuencas principales:

- Amazónica
- Tocantins-Araguaia
- Platina
- São Francisco

- Cuencas secundarias:

- Nordeste
- Este
- Sudeste-Sul

Esta división duró hasta la promulgación de la Resolución nº 32, de 15 de octubre de 2003, aprobada por el Consejo Nacional de Recursos Hídricos (Conselho Nacional de Recursos Hídricos), que estableció una división oficial del país en doce regiones hidrográficas. De ellas siete llevan el nombre de sus ríos principales: Amazonas (la más caudalosa del mundo), Paraná, Tocantins, São Francisco, Parnaíba, Paraguay y Uruguay y las cinco restantes son agrupaciones de varios ríos, no teniendo uno como eje principal (siendo por eso llamadas cuencas agrupadas). Las doce cuencas o regiones hidrográficas son las siguientes:
- región hidrográfica del Amazonas
- región hidrográfica del Atlántico Nordeste Occidental
- región hidrográfica del Tocantins
- región hidrográfica del Paraguay
- región hidrográfica del Atlántico Nordeste Oriental
- región hidrográfica del Parnaíba
- región hidrográfica del São Francisco
- región hidrográfica del Atlántico Este
- región hidrográfica del Paraná
- región hidrográfica del Atlántico Sudeste
- región hidrográfica del Uruguay
- región hidrográfica del Atlántico Sur

## Cuencas principales

### Cuenca del Amazonas

La imagen muestra la compleja región de la cuenca del Amazonas, la cuenca más grande del mundo.

Con una superficie en tierras brasileñas de 3.984.467 km², la cuenca amazónica —la cuenca más grande del mundo— ocupa más de la mitad de Brasil y se extiende además por Bolivia, Perú, Colombia, Guayana, Surinam, Guayana Francesa y Venezuela. Además del río principal, cuenta con sus numerosísimos afluentes, siendo los más destacados los siguientes: en la margen izquierda, los ríos Içá, Japurá (Caquetá), Negro y Trombetas; en la margen derecha, los ríos Juruá, Yavarí, Putumayo, Purus, Madeira, Tapajós y Xingu.
Atravesada por la línea del Ecuador en su parte norte, la cuenca del Amazonas tiene ríos en ambos hemisferios y, debido a su posición geográfica, presenta tres regímenes de crecidas: los ríos del norte, régimen tropical boreal, con un volumen máximo en julio; los ríos del sur, régimen tropical austral, con un volumen máximo en marzo; y en el tronco central, el volumen máximo se da en abril, mayo y junio. Así, el río Amazonas tiene siempre un gran volumen de agua, ya que sus afluentes tienen las crecidas en diferentes momentos del año.
El río Amazonas, el más largo del mundo, tiene 6992,06 km de los cuales se encuentran 3.165 kilómetros discurren en territorio brasileño. Nace en la cordillera de los Andes, y tiene su origen en el nacimiento del río Apurímac (parte superior del oeste de los Andes) (Perú), donde recibe sucesivamente los nombres de Apacheta, Lloqueta, Tunguragua, Marañón, Apurímac, Ene, Tambo, Ucayali y 'Amazonas (Perú), y cuando entra en el Brasil pasa a llamarse Solimões, nombre que mantiene hasta la boca de su afluente el río Negro, cerca de Manaus. La mayor parte del río corre por la llanura sedimentaria Amazónica, aunque sus fuente en su totalidad son accidentadas y de gran altitud.
Entre los muchos ríos del mundo, el Amazonas es el que mayor caudal tiene (el que descarga el mayor volumen de agua en la boca): en épocas normales, lanza al océano 230.000 m³/s, pero llega hasta los 300.000 m³/s. En la desembocadura del río Amazonas se observa un fenómeno interesante, la pororoca, que se produce al encontrarse las aguas del río durante las crecidas con las aguas del mar cuando la marea está alta.
La anchura media del río Amazonas es de 4-5 km, pero llega, en algunos lugares, a más de 50 km. Debido a la poca pendiente que muestra la velocidad del agua es lenta, que va de 2 a 7 km/hora.
Además del río Amazonas y sus principales afluentes, numerosos cursos de agua trazan una verdadera red en las llanura Amazónica. Son los furos, arroyos y pequeños ríos que se unen los ríos mayores entre sí; los igarapés, pequeños y estrechos canales naturales alrededor de las mesetas bajas y la llanura; y los paranás-mirins, brazos de los ríos que rodean las islas fluviales.

### Cuenca Platina
Formada por las cuencas de los ríos Paraná, Paraguay y Uruguay, se extiende por Brasil, Uruguay, Bolivia, Paraguay y Argentina.

#### Cuenca del Paraná

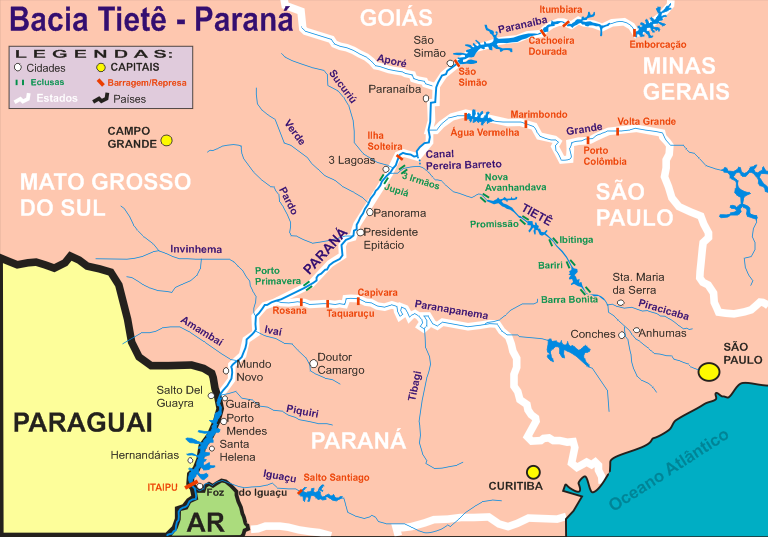
El mapa muestra la cuenca del río Paraná, con énfasis en el río Tieté, uno de sus principales afluentes

Es la más extensa de las tres cuencas del Río de la Plata, comprendiendo más del 10% del territorio nacional. Cuenta con el mayor potencial hidroeléctrico instalado en Brasil, con grandes plantas de importancia, tales como Itaipu, Jupiá y Ilha Solteira, en el propio río Paraná; Ibitinga, Barra Bonita y Bariri, en el río Tietê; Cachoeira Dourada, Itumbiara y São Simão, en el río Paranaíba; Furnas, Jaguara, Marimbondo y Itutinga, en el río Grande; y también Jurumirim, Xavantes y Capivara, en el río Paranapanema.
Sus ríos son típicamente de meseta, lo que los hace muy difíciles de navegar, que será más fácil con la utilización de esclusas construidas con la instalación de centrales hidroeléctricas.
Los ríos de esta cuenca presenta un régimen tropical austral, con lluvias en verano y, en consecuencia, crecidas de diciembre a marzo.

#### Cuenca del Paraguay

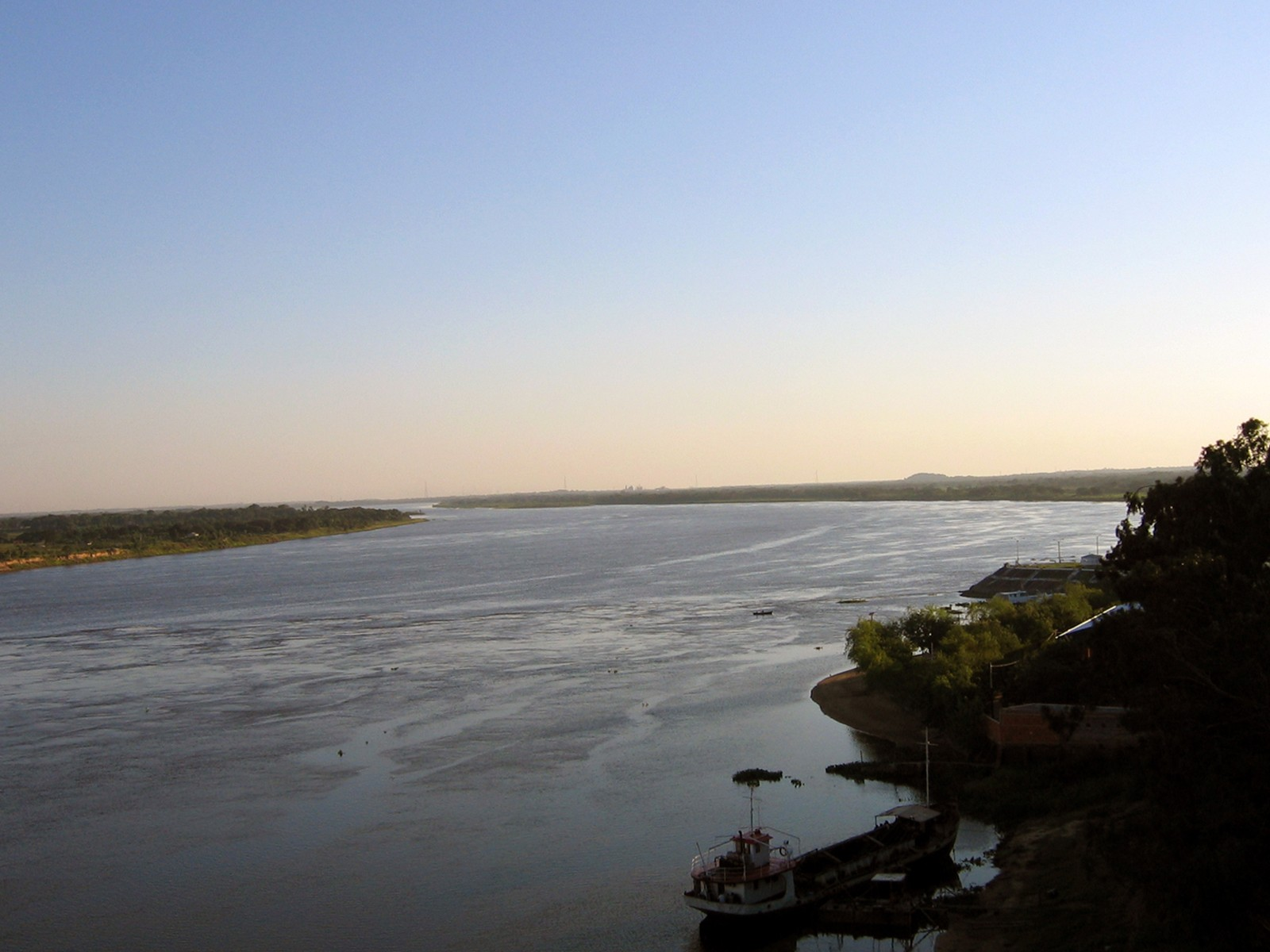
Río Paraguay.

Se compone de un gran río, el río Paraguay, que tiene más de 2.000 km de longitud, de los que 1.400 km discurren por Brasil. Es típicamente un río de llanura, bastante navegable. Los principales puertos se encuentran en Corumbá y Porto Murtinho.
Además del Paraguay, destacan algunos ríos menores, como el Miranda, el Taquari, el río Apa y el São Lourenço. El régimen de estos ríos es también tropical austral, con graves inundaciones en los meses de verano.

#### Cuenca del Uruguay
El río Uruguay y su cuenca ocupan sólo el 2% del territorio brasileño, que se extiende por los estados de Santa Catarina y Río Grande del Sur. Formado por los ríos Canoas y el Pelotas, tiene unos 1.500 km de longitud y sirve de límite entre Brasil, Argentina y Uruguay. Se encuentra en la parte subtropical del país y cuenta con dos crecidas y dos sequías al año. Sus afluentes más prominentes son: en la margen derecha, Peixe, Chapecó y Peperiguaçu; y, en la margen izquierda, Ibicuí, Turvo, Ijuí y Piratiní.
Con el potencial hidroeléctrico limitado, el río Uruguay es utilizado para la navegación en algunos tramos. Sus principales plantas hidroeléctricas son las siguientes: Casita, Machadinho, Pinheiro, Estreito do Sul y Iraí.

### Cuenca del Tocantins-Araguaia
Ocupando un área de 803.250 km², es la mayor cuenca hidrográfica enteramente brasileña. Además de mostrarse navegable en muchos tramos, es la tercera del país en potencial hidroeléctrico, encontrando en ella la presa de Tucuruí.
El río Tocantins, el río principal de esta cuenca, nace en el norte de Goiás y desemboca cerca de la boca del río Amazonas. En su discurrir recibe al río Araguaia, que se divide en dos brazos, formando la isla del Bananal, situada en el estado de Tocantins, considerada la mayor isla fluvial del mundo.
En esta región discurren ríos de régimen austral, en el sur, y ecuatorial, en el norte.

### Cuenca del São Francisco

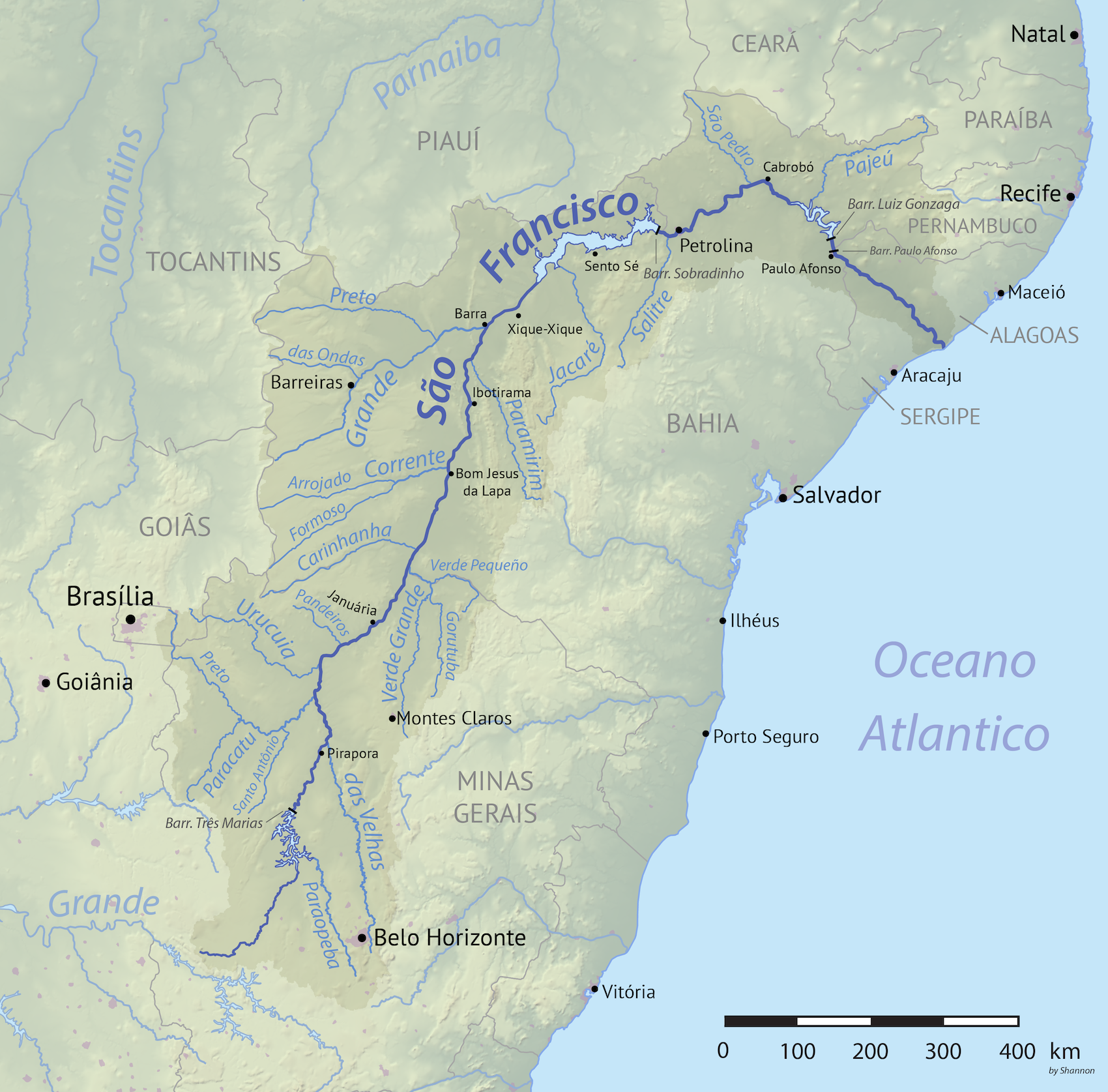
Mapa de la cuenca del São Francisco.

Formada por el río São Francisco y sus afluentes, la cuenca está enteramente localizada en territorio brasileño. Se extiende sobre una superficie de 631.133 km², equivalente al 7,5% del país (y mayor que países como Francia o España).
Apodado por la población local de Velho Chico, el río São Francisco es un río de meseta, que se eleva en la sierra da Canastra, en el Minas Gerais, y atraviesa los estados de Bahia, Pernambuco, Alagoas y Sergipe. Además de ser navegable en un tramo de cerca de 2000 km, también tiene un gran potencial hidroeléctrico, destacando las centrales hidroeléctricas de Três Marias, Paulo Afonso y Sobradinho. Sus principales afluentes son los ríos Paracatu, Carinhanha y Grande, en la margen izquierda, y los ríos Salitre, das Velhas y Verde Grande, en la margen derecha.
El río São Francisco desempeñó un papel importante en la conquista y colonización del sertão nordestino, siendo en gran parte responsable del transporte y el suministro de cuero en la región. Aún hoy, su participación es esencial en la economía nordestina, ya que, debido al hecho de atravesar trechos semiáridos, permite la práctica de la agricultura en sus márgenes y proporciona las condiciones para la irrigación artificial de las zonas más distantes. Con un régimen tropical austral, con inundaciones en el verano, tiene una tasa que varía desde los 1.000 m³/s durante las épocas de sequía, hasta los 10.000 m³/s en las crecidas.

## Cuencas secundarias

### Cuenca del Noreste
Está constituida por los ríos del sertão nordestino, en su gran mayoría temporales, ya que se secan en determinadas épocas del año. Los ríos de esta cuenca son el río Acaraú y el río Jaguaribe, en Ceará; el Pirañas y el Potenji, en Río Grande del Norte; el Paraíba, en Paraíba; el Capibaribe, el Una y el Pajeú, en Pernambuco. Además de estos, forman parte de la cuenca los ríos maranhenses Turiaçu, Pindaré, Grajaú, Itapecuru y Mearim, además del río Parnaíba, que separa los estados de Maranhão y Piauí.

### Cuenca del Este

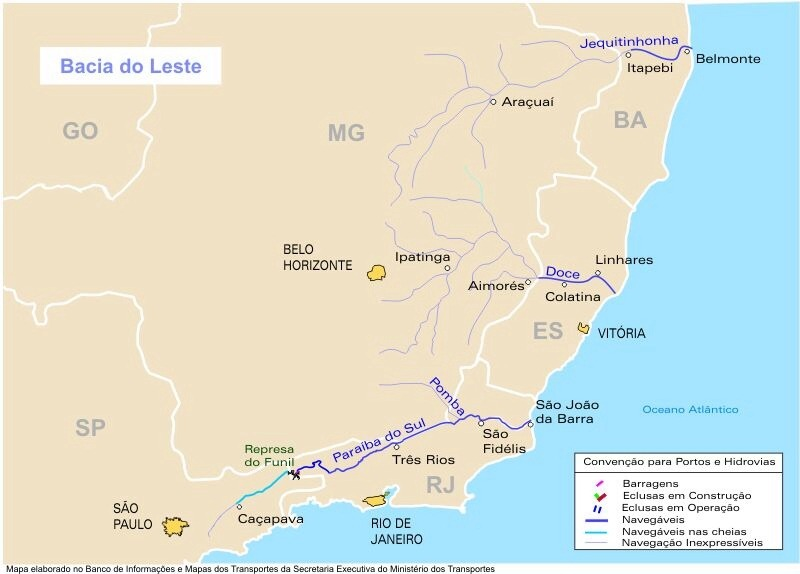
Mapa de la cuenca del Atlántico Oriental.

Constituida por los ríos que descienden de la Meseta del Atlántico  en dirección al océano, merecen destacarse los ríos Pardo, Jequitinhonha y Mucuri, en el Minas Gerais y Bahía; Paraíba do Sul, en São Paulo y río de Janeiro; y Vaza-Barris, Itapicuru, das Contas y Paraguaçu, en el estado de Bahía.

### Cuenca del Sudeste y Sur
Está constituida también por ríos que fluyen en dirección oeste-este, es decir, que van de las sierras y las tierras altas hacia el océano. Destacan los ríos Ribeira do Iguape, en el estado de São Paulo; Itajaí, en Santa Catarina; Jacuí y Camacuã, en Río Grande del Sur.
Con la excepción de los ríos temporales del sertão nordestino, los otros ríos de las cuencas secundarias presentan un régimen tropical austral, con inundaciones en el verano. Son ríos de meseta, poco útiles para la navegación fluvial interior.

## Tabla resumen de las regiones hidrográficas
| Región hidrográfica                                  | Cuencas                                                                     | Ríos principales                                | Unidades federativas                                       | Unidades federativas                       | Área (km²) (% de Brasil) | Mapa |
| Región hidrográfica Amazônica                        | Cuenca del río Amazonas, de los ríos de la Isla de Marajó y de los de Amapá | Amazonas Negro Solimões Purus                   | Acre · Amazonas · Roraima · Rondonia                       | Mato Grosso · Pará · Amapá                 | 3 800 000 (44.63%)       |      |
| Región hidrográfica del Tocantins-Araguaia           | Cuenca del río Tocantins                                                    | Tocantins Araguaia Vermelho Crixá-Açú           | Goiás · Mato Grosso · Tocantins · Maranhão                 | Pará · Distrito Federal                    | 967 059 (11.36%)         |      |
| Región hidrográfica del Atlântico Nordeste Ocidental | Subcuencas de los ríos Mearim e Itapecuru                                   | Gurupi Turiaçu Pericumã Mearim                  | Maranhão · Pará                                            |                                            | 254 100 (2.98%)          |      |
| Región hidrográfica del Parnaíba                     | Cuenca del río Parnaíba                                                     | Parnaíba Balsas Gurgueia Uruçuí-Preto           | Piauí · Maranhão · Ceará                                   |                                            | 344 112 (4.04%)          |      |
| Atlântico Nordeste Oriental                          | Pequeñas cuencas costeras                                                   | Jaguaribe Salgado Banabuiú Cariús               | Ceará · Río Grande del Norte · Pará · Pernambuco · Alagoas |                                            | 287 348 (3.37%)          |      |
| Región hidrográfica del São Francisco                | Cuenca del río São Francisco                                                | São Francisco das Velhas Abaeté Carinhanha      | Sergipe · Alagoas · Pernambuco · Bahía                     | Goiás · Minas Gerais · Distrito Federal    | 640 000 (7.52%)          |      |
| Región hidrográfica del Atlántico Este               | Cuencas de los ríos Jequitinhonha, Mucuri, São Mateus y Paraguaçu           | Paraguaçu Mucuri Pardo Jequitinhonha São Mateus | Sergipe · Bahía · Minas Gerais · Espírito Santo            |                                            | 374 677 (4.4%)           |      |
| Región hidrográfica del Atlántico Sudeste            | Cuencas de los ríos Doce, Ribeira y Paraíba do Sul                          | Doce Paraíba do Sul Ribeira de Iguape           | Espírito Santo · Minas Gerais · Río de Janeiro · São Paulo | Paraná                                     | 229 972 (2.7%)           |      |
| Región hidrográfica del Paraná                       | Subcuenca del río Paraná en territorio brasileño                            | Paraná Paranaíba Tietê Iguaçu.                  | Minas Gerais · Goiás · Mato Grosso del Sur · São Paulo     | Paraná · Santa Catarina · Distrito Federal | 879 860 (10.33%)         |      |
| Región hidrográfica del Paraguay                     | Subcuenca del río Paraguay en territorio brasileño.                         | Paraguay Miranda Cuiabá São Lourenço            | Mato Grosso · Mato Grosso del Sur                          |                                            | 1 100 000 (12.92%)       |      |
| Región hidrográfica del Uruguay                      | Subcuenca del río Uruguay en territorio brasileño                           | Uruguay Chapecó Passo Fundo da Várzea           | Río Grande del Sur · Santa Catarina                        |                                            | 174 612 (2.05%)          |      |
| Región hidrográfica del Atlántico Sur                | Cuencas de los ríos Camaquã, Itajaí, Jacuí, Itajaí-Mirim e Itajaí do Sul    | Itajaí Jacuí Itajaí-Açu Itajaí do Sul           | São Paulo · Paraná · Santa Catarina · Río Grande del Sur   |                                            | 185 856 (2.18%)          |      |